# قالب بدنی زن
| |  |  |
| نگاره راست: چهار نوع از کالبد معمول زن. از راست به چپ: ساعت شنی، گلابی، سیب و موز نگاره چپ: نقاشی ونوس در آینه اثر پتر پل روبنس. |  |  |

منظور از قالب بدنی زن یا شکل کالبد و بدن انسان ماده، نحوه شکل استخوان‌بندی، ساختار ماهیچه‌ها و توزیع چربی‌ها در بدن این جنس از انسان می‌باشد. شکل کامل و ایدئال جثه زن با توجه به در نظر گرفتن دلایل پزشکی و جذابیت جنسی در فرهنگ‌ها و ملل گوناگون متفاوت است و از تنوع مختلفی برخوردار است. به صورت طبیعی و از لحاظ فیزیکی، جنس ماده انسان دارای گستره بزرگی می‌باشد.
آدمیزاد و فرهنگ انسان همواره بر بدن زن به عنوان سرچشمه زیبایی‌شناسی لذت، ربایش جنسی، زایایی و تولید مثل اهمیت داده است.
کالبد و بدن زن دارای اشکال و حالت‌های گوناگون است. دور کمر زن باریک‌تر از ناحیه پستان و باسن است. زنان دارای چهار نوع کالبد هستند که عبارتند از ساعت شنی، گلابی، سیب و موز.
پستان، دور کمر و باسن به عنوان نقاط پایانی خمیدگی و نهایت بیرونی و درونی بدن زن هستند. نسبت پیرامونی این خمیدگی‌ها در این اندام‌ها عاملی است که اشکال متفاوت بدن زن را تعریف می‌کند.

## تأثیرات استروژن
هورمون استروژن اثر کلیدی در ریخت بدن زنان دارد. این هورمون هم در زنان و هم در مردان ساخته می‌شود اما اندازه آن در زنان به ویژه در دوران باروری به شکل قابل توجه‌ای بیشتر است. علاوه بر دیگر علت‌ها استروژن یک عامل افزاینده در رشد ویژگی‌های ثانویه جنسی نظیر نمو پستان و مفصل ران است.
استروژن اساساً در دوران بلوغ دختران، موجب رشد مفصل ران، باسن و پستان‌ها می‌شود. اگر چه هورمون تستوسترون در دوران بلوغ جنسی یک عامل بازدارنده در رشد و نمو پستان‌ها و ماهیچه‌ها است، با این حال استروژن از سوی دیگر به عملکرد خود ادامه می‌دهد.